# Луценко Аліка Сергіївна
Аліка Сергіївна Луценко (11 червня 2003, Запоріжжя) — українська волейболістка, ліберо. Гравець національної збірної. Чемпіонка Євроліги 2023 і 2025 років.

## Із біографії
Вихованка запорізької волейбольної школи. У 2018 році виступала на юнацькій першості континенту серед дівчат до 17 років у Болгарії, а в 2022 — на молодіжному чемпіонаті Європи в Італії.
В українській суперлізі дебютувала в сезоні 2018/2019 у складі запорізької «Орбіти». З 2022 року захищає кольори дніпровської «Аланти».
У складі національної збірної стала переможцем Європейської волейбольної ліги 2023 і 2025 років. На турнірі виходила на майданчик у двох матчах (замість основної ліберо команди Кристини Нємцевої). Також грала у розіграші Кубка претендентів і перебувала в резерві під час чемпіонату Європи-2023.

## Клуби
| Роки      | Команди                |
| --------- | ---------------------- |
| 2018—2019 | «Орбіта-Спортінтернат» |
| 2018—2022 | «Орбіта» (Запоріжжя)   |
| 2022—2024 | «Аланта» (Дніпро)      |
| 2024—2025 | «Йонавос» (Йонава)     |
| 2025—     | «Вроцлав»              |

## Досягнення
Європейська волейбольна ліга 
- Перше місце (2): 2023, 2025

Чемпіонат України 
- Друге місце (2): 2019, 2024
- Третє місце (3): 2021, 2022, 2023

Кубок України 
- Друге місце (2): 2019, 2024
- Третє місце (1): 2022

- Кубок ліги
- Перше місце (1): 2022

## Статистика
У збірній:
| Рік  | Турнір                   | Ігри | Сети | Очки | Ср. | Місце | Примітки |
| ---- | ------------------------ | ---- | ---- | ---- | --- | ----- | -------- |
| 2023 | Золота євроліга          | 2    | 3    | 0    | 0   | 1     |          |
|      | Кубок претендентів       | 1    | 1    | 0    | 0   | 4     |          |
|      | Олімпійська кваліфікація | 1    | 1    | 0    | 0   |       |          |
| 2025 | Золота євроліга          | 2    | 2    | 0    | 0   | 1     |          |